# Тонкюнстлероркестр

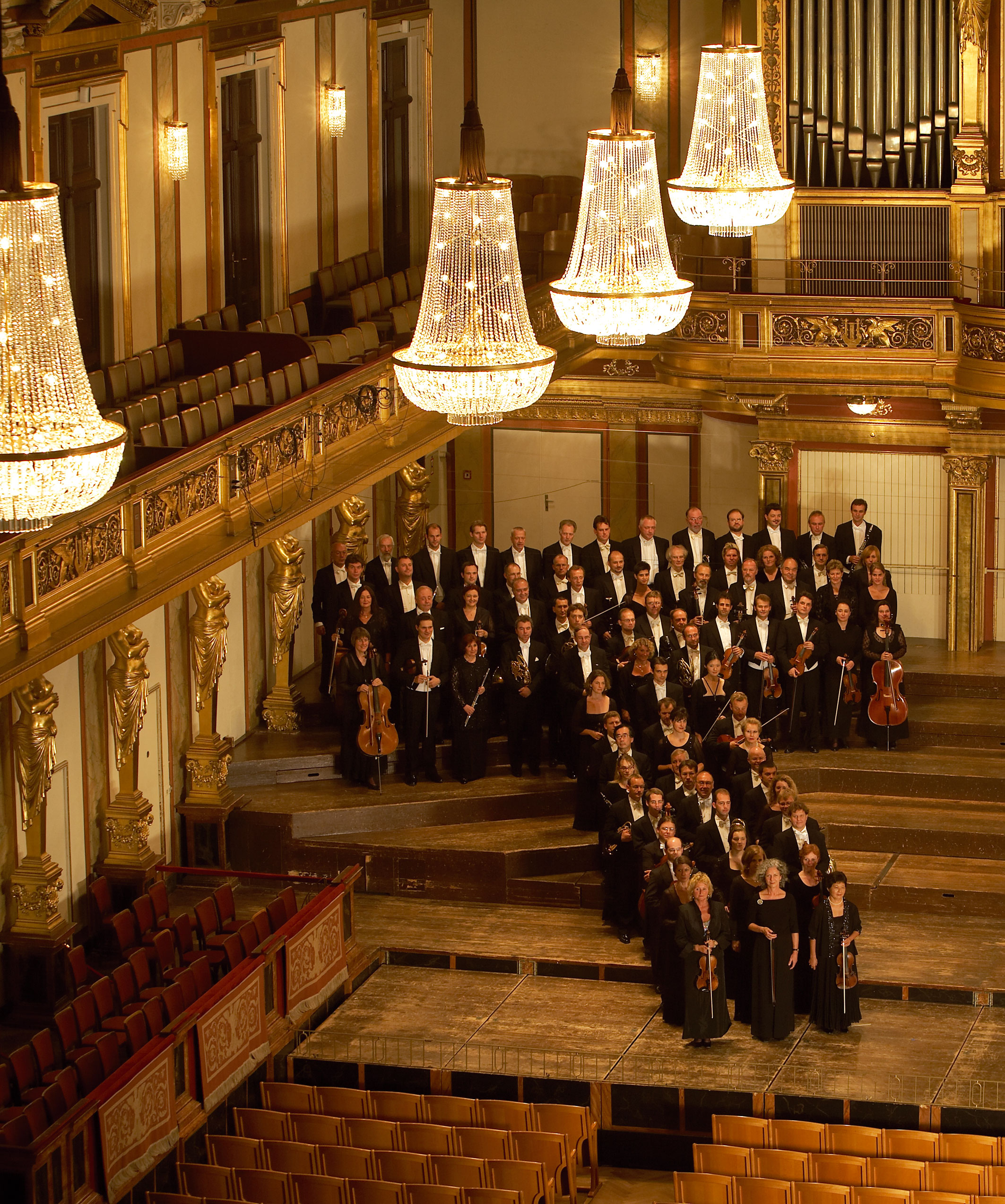

Тонкюнстлероркестр (нем. Tonkünstler-Orchester Niederösterreich) — австрийский симфонический оркестр, базирующийся в Вене и отчасти в Санкт-Пёльтене.
Название оркестра восходит к Венскому музыкальному обществу (нем. Tonkünstler-Sozietät, Wien), существовавшему с конца XVIII века (нем. Tonkünstler «музыкант»). В 1907 г. с памятью об этом был создан Венский Тонкюнстлероркестр, в истории которого, в частности, премьера «Песен Гурре» Арнольда Шёнберга в 1913 г. После Первой мировой войны этот коллектив постепенно влился в состав Венского симфонического оркестра и в 1933 г. окончательно прекратил своё существование.
В середине 1930-х гг. дирижёр Леопольд Райхвайн организовал новый оркестр под тем же названием. После аншлюса оркестр был переименован в Национал-социалистический венский Тонкюнстлероркестр (Райхвайн был убеждённым национал-социалистом; возможно, с этим связана его особая симпатия к исконно немецкому слову Tonkünstler как альтернативе интернациональному Musiker), а годом позже — в Симфонический оркестр гау Нижний Дунай (нем. Gausymphonieorchester Niederdonau). После окончания Второй мировой войны оркестр в 1946 г. вернулся к историческому названию. Оркестром, в частности, осуществлена первая полная запись Первой симфонии Антона Брукнера (1950, дирижёр Фолькмар Андреэ).

## Главные дирижёры
- Леопольд Райхвайн (до 1939 г.)
- Берт Коста (1939—1941)
- Фридрих Юнг (1944—1945)
- Мило фон Вавак (1946—1948)
- Курт Вёсс (1948—1951)
- Густав Кослик (1951—1964)
- Хайнц Вальберг (1964—1975)
- Вальтер Веллер (1975—1978)
- Мильтиадес Каридис (1978—1988)
- Исаак Карабчевский (1988—1994)
- Фабио Луизи (1994—2000)
- Карлос Кальмар (2000—2003)
- Кристьян Ярви (2003—2009)
- Андрес Ороско-Эстрада (2009—2014)
- Ютака Садо (с 2015)